# Gord Williams
Gordon James Williams (Saskatoon, 10 aprile 1960) è un ex hockeista su ghiaccio canadese.
È fratello minore di Fred, anch'egli ex-giocatore di hockey su ghiaccio professionista.

## Carriera
Gord Williams si formò giocando nella Western Hockey League con i Lethbridge Broncos. Per due stagioni consecutive fu in grado di segnare oltre 50 reti e di superare quota 100 punti. Durante la sua permanenza in WHL, Williams fu selezionato nel Draft 1979 al sesto giro dai Philadelphia Flyers.
Williams esordì nel professionismo giocando tutta la stagione 1980-1981 in American Hockey League con la formazione affiliata ai Flyers, i Maine Mariners. Il 24 febbraio 1982 esordì in National Hockey League giocando un solo incontro nel ruolo di centro. Nella stagione successiva giocò ancora soprattutto con i Mariners, collezionando la seconda presenza in NHL. Al termine della stagione 1982-1983 si ritirò dall'attività agonistica, dopo 218 partite e 161 punti ottenuti in AHL.